# Martin Bravo (peleador)
Martín Bravo (Rosarito, Baja California; 21 de septiembre de 1993) es un artista marcial mixto mexicano que compite actualmente en la división de peso pluma del Ultimate Fighting Championship.

## Carrera de artes marciales mixtas

### Carrera temprana
Bravo hizo su debut profesional en MMA en abril de 2012 en su México natal. Durante los siguientes cuatro años, acumuló un récord invicto de 10-0 con todos menos dos de sus triunfos por paro.

### The Ultimate Fighter Latin America 3
En 2016, se anunció que Bravo competiría en la tercera temporada de la serie The Ultimate Fighter Latin America.
En la ronda de eliminación, Bravo derrotó a Javier Ganin por TKO debido a una lesión en la rodilla en la primera ronda. Fue seleccionado para representar al Equipo Griffin bajo la dirección del entrenador Forrest Griffin. En los cuartos de final, Bravo derrotó a Ilianovich Chalo por decisión unánime. En las semifinales, derrotó a Leonardo Rodríguez por decisión unánime. Esta victoria le valió un lugar en la final contra el finalista Claudio Puelles.

### Ultimate Fighting Championship
Hizo su debut oficial en UFC contra Claudio Puelles el 5 de noviembre de 2016 en la Ciudad de México, México, en la final de The Ultimate Fighter Latin America 3. Ganó la pelea a través de TKO en la segunda ronda para ser coronado como el ganador del título del torneo Lightweight.
En su segunda pelea por la promoción, se enfrentó a Humberto Bandenay el 5 de agosto de 2017 en UFC Fight Night: Pettis vs. Moreno. Perdió la pelea por nocaut en la primera ronda.
Bravo se enfrentó a Alex Cáceres el 6 de julio de 2018 en The Ultimate Fighter 27 Finale. Perdió la pelea por decisión dividida. Esta lucha le valió el premio Lucha de la noche.
Bravo se enfrentó a Steven Peterson el 21 de septiembre de 2019 en UFC en ESPN+ 17. Perdió la pelea por nocaut a través de un puño giratorio en la segunda ronda.

### Combate Global
Tras ser liberado de su contrato con UFC a mediados de 2020, Martin Bravo firmó un acuerdo de múltiples peleas con Combate Global y se espera que haga su debut en el evento principal de Combate Global: Bravo vs. Whitney el 17 de septiembre de 2021. Ganó la pelea por nocaut técnico en el primer asalto.
Bravo se enfrentó a José Estrada el 3 de diciembre de 2021 en Combate Global: Estrada vs. Bravo. Ganó el combate en el primer asalto a través de la barra de brazo.

## Campeonatos y logros
- Ultimate Fighting Championship
  - The Ultimate Fighter: Latin America 3 Ganador del torneo de peso ligero
  - Pelea de la Noche (una vez)[6]

## Récord en artes marciales mixtas
| Récord profesional | Récord profesional | Récord profesional |
| 17 peleas          | 13 victorias       | 4 derrotas         |
| ------------------ | ------------------ | ------------------ |
| Nocaut             | 5                  | 3                  |
| Sumisión           | 6                  | 0                  |
| Decisión           | 2                  | 1                  |

| Resultado | Récord | Oponente           | Método                          | Evento                                                              | Fecha                    | Ronda | Tiempo | Localización     | Notas |
| --------- | ------ | ------------------ | ------------------------------- | ------------------------------------------------------------------- | ------------------------ | ----- | ------ | ---------------- | ----- |
| Derrota   | 13–4   | Jose Ferreira      | TKO (golpes)                    | Combate Global: Gomez vs Somers                                     | 18 de junio de 2023      | 3     | 1:58   | Miami            |       |
| Victoria  | 13–3   | Jose Estrada       | Sumisión (armbar)               | Combate: Bravo vs. Estrada                                          | 3 de diciembre de 2021   | 1     | 1:14   | Miami            |       |
| Victoria  | 12–3   | Andrew Whitney     | TKO (golpe)                     | Combate: Bravo vs. Whitney                                          | 17 de septiembre de 2021 | 1     | 1:09   | Miami            |       |
| Derrota   | 11–3   | Steven Peterson    | KO (puño giratorio hacia atrás) | UFC Fight Night: Rodríguez vs. Stephens                             | 21 de septiembre de 2019 | 2     | 1:31   | Ciudad de México |       |
| Derrota   | 11–2   | Alex Caceres       | Decisión (dividida)             | The Ultimate Fighter: Undefeated Finale                             | 6 de julio de 2018       | 3     | 5:00   | Las Vegas        |       |
| Derrota   | 11–1   | Humberto Bandenay  | KO (rodillazo)                  | UFC Fight Night: Pettis vs. Moreno                                  | 5 de agosto de 2017      | 1     | 0:26   | Ciudad de México |       |
| Victoria  | 11–0   | Claudio Puelles    | TKO (golpes)                    | The Ultimate Fighter Latin America 3 Finale: dos Anjos vs. Ferguson | 5 de noviembre de 2016   | 2     | 1:55   | Ciudad de México |       |
| Victoria  | 10–0   | Dallys Moraes Gama | Decisión (unánime)              | Jungle Fight 81                                                     | 12 de septiembre de 2015 | 3     | 5:00   | Palmas           |       |
| Victoria  | 9–0    | Fernando Moya Li   | Sumisión (rear-naked choke)     | Calvo Promotions 6                                                  | 23 de julio de 2015      | 1     | 1:52   | San José         |       |
| Victoria  | 8–0    | David Suruy        | Sumisión (rear-naked choke)     | UWC México 14                                                       | 27 de junio de 2015      | 1     | 2:05   | Tijuana          |       |
| Victoria  | 7–0    | Tito Castro        | TKO (golpe)                     | Xtreme Kombat 30                                                    | 30 de mayo de 2015       | 2     | N/A    | Guadalajara      |       |
| Victoria  | 6–0    | Jose Ruelas        | Sumisión (rear-naked choke)     | Pro XFC 1                                                           | 6 de febrero de 2015     | 3     | 4:32   | Tijuana          |       |
| Victoria  | 5–0    | Angel Cruz         | Sumisión (guillotine choke)     | Baja Cage Fighting: Beach Fights                                    | 20 de septiembre de 2014 | 2     | 1:03   | Rosarito         |       |
| Victoria  | 4–0    | Jaime Flores       | TKO (paro de esquina)           | UWC & EVT: Duarte vs. Beristaín                                     | 17 de mayo de 2014       | 2     | 1:46   | Tijuana          |       |
| Victoria  | 3–0    | Eduardo Garcia     | Decisión (unánime)              | UWC México: New Blood 2                                             | 28 de abril de 2013      | 3     | 5:00   | Tijuana          |       |
| Victoria  | 2–0    | Victor Borrayo     | Sumisión (armbar)               | UWC México 13: Benítez vs. Oropeza                                  | 2 de marzo de 2013       | 1     | 1:43   | Tijuana          |       |
| Victoria  | 1–0    | Abrahan Gallegos   | TKO (golpe)                     | BCF 3: Battle on the Beach                                          | 28 de abril de 2012      | 1     | 3:57   | Rosarito         |       |